# Liste der denkmalgeschützten Objekte in Hohenruppersdorf
Die Liste der denkmalgeschützten Objekte in Hohenruppersdorf enthält die 24 denkmalgeschützten, unbeweglichen Objekte der niederösterreichischen Marktgemeinde Hohenruppersdorf im Bezirk Gänserndorf.

## Denkmäler
| Foto |                 | Denkmal                                                               | Standort                                                      | Beschreibung | Metadaten |
| ---- | --------------- | --------------------------------------------------------------------- | ------------------------------------------------------------- | --- | --- |
| ja   | Datei hochladen | Lichtsäule HERIS-ID: 10260 Objekt-ID: 6313                            | bei Bahnstraße 6 Standort KG: Hohenruppersdorf                | Ein spätgotischer Pfeiler mit Tabernakelaufsatz, bez. 1517. Die Säule wurde 2018 restauriert                                                                                                  | BDA-Hist.: Q38062220 Status: § 2a Stand der BDA-Liste: 2025-06-30 Name: Lichtsäule GstNr.: 185/86 Lichtsäule (Hohenruppersdorf)                            |
| ja   | Datei hochladen | Bauernhaus HERIS-ID: 10794 Objekt-ID: 6857                            | Marktplatz 4 Standort KG: Hohenruppersdorf                    | Zwerchhof aus dem 18. Jahrhundert mit Kern aus dem 17. Jahrhundert. | BDA-Hist.: Q38080547 Status: Bescheid Stand der BDA-Liste: 2025-06-30 Name: Bauernhaus GstNr.: .417 Marktplatz 4 (Hohenruppersdorf)                        |
| ja   | Datei hochladen | Bauernhaus HERIS-ID: 10738 Objekt-ID: 6800                            | Marktplatz 6 Standort KG: Hohenruppersdorf                    | Hakenförmig angelegtes Wohnhaus, bezeichnet 1618. | BDA-Hist.: Q38078147 Status: Bescheid Stand der BDA-Liste: 2025-06-30 Name: Bauernhaus GstNr.: .416 Marktplatz 6 (Hohenruppersdorf)                        |
| ja   | Datei hochladen | Bauernhaus HERIS-ID: 10793 Objekt-ID: 6856                            | Marktplatz 7 Standort KG: Hohenruppersdorf                    | Um 1820 erbauter Zwerchhof mit Satteldach. | BDA-Hist.: Q38080529 Status: Bescheid Stand der BDA-Liste: 2025-06-30 Name: Bauernhaus GstNr.: .431 Marktplatz 7 (Hohenruppersdorf)                        |
| ja   | Datei hochladen | Ehem. Bauernhaus HERIS-ID: 10737 Objekt-ID: 6799                      | Marktplatz 14 Standort KG: Hohenruppersdorf                   | Zwerchhof mit Statue des heiligen Florian in einer Muschelnische. | BDA-Hist.: Q38078118 Status: Bescheid Stand der BDA-Liste: 2025-06-30 Name: Ehem. Bauernhaus GstNr.: .411 Marktplatz 14 (Hohenruppersdorf)                 |
| ja   | Datei hochladen | Bauernhaus HERIS-ID: 10256 Objekt-ID: 6309                            | Marktplatz 21 Standort KG: Hohenruppersdorf                   | Zwerchhof aus der zweiten Hälfte des 18. Jahrhunderts mit Volutengiebel. | BDA-Hist.: Q38062097 Status: Bescheid Stand der BDA-Liste: 2025-06-30 Name: Bauernhaus GstNr.: .460 Marktplatz 21 (Hohenruppersdorf)                       |
| ja   | Datei hochladen | Dreifaltigkeitssäule HERIS-ID: 10253 Objekt-ID: 6306                  | bei Marktplatz 21 Standort KG: Hohenruppersdorf               | Ein Obelisk mit Wolken, Putti und Heiligen. | BDA-Hist.: Q38061948 Status: Bescheid Stand der BDA-Liste: 2025-06-30 Name: Dreifaltigkeitssäule GstNr.: 185/90 Dreifaltigkeitssäule (Hohenruppersdorf)    |
| ja   | Datei hochladen | Bauernhaus HERIS-ID: 11041 Objekt-ID: 7110                            | Marktplatz 23 Standort KG: Hohenruppersdorf                   | Zwerchhof mit Kern aus dem 16. Jahrhundert, der mehrfach umgebaut wurde. | BDA-Hist.: Q38088119 Status: Bescheid Stand der BDA-Liste: 2025-06-30 Name: Bauernhaus GstNr.: 162 Marktplatz 23 (Hohenruppersdorf)                        |
| ja   | Datei hochladen | Zwerchhof HERIS-ID: 10255 Objekt-ID: 6308                             | Marktplatz 24 Standort KG: Hohenruppersdorf                   | Ein mit 1767 datierter Zwerchhof mit Volutengiebel und Eckvasen. | BDA-Hist.: Q38062054 Status: Bescheid Stand der BDA-Liste: 2025-06-30 Name: Zwerchhof GstNr.: .483/1 Marktplatz 24 (Hohenruppersdorf)                      |
| ja   | Datei hochladen | Wohnhaus HERIS-ID: 10257 Objekt-ID: 6310                              | Marktplatz 26 Standort KG: Hohenruppersdorf                   | Zwerchhof mit barocken Putzgliederungen und zweigeschoßigem Volutengiebel. | BDA-Hist.: Q38062133 Status: Bescheid Stand der BDA-Liste: 2025-06-30 Name: Wohnhaus GstNr.: .483/2, .483/3 Marktplatz 28 (Hohenruppersdorf)               |
| ja   | Datei hochladen | Wohnhaus HERIS-ID: 11091 Objekt-ID: 7160                              | Marktplatz 27 Standort KG: Hohenruppersdorf                   | Im Jahr 1905 erbautes Wohnhaus mit Kern aus der zweiten Hälfte des 18. Jahrhunderts. | BDA-Hist.: Q38089166 Status: Bescheid Stand der BDA-Liste: 2025-06-30 Name: Wohnhaus GstNr.: .467, .468 Marktplatz 27 (Hohenruppersdorf)                   |
| ja   | Datei hochladen | Pfarrhof HERIS-ID: 10254 Objekt-ID: 6307                              | Marktplatz 33 Standort KG: Hohenruppersdorf                   | Ein zweigeschoßiger barocker Bau, bezeichnet 1693. | BDA-Hist.: Q38061973 Status: Bescheid Stand der BDA-Liste: 2025-06-30 Name: Pfarrhof GstNr.: 158 Marktplatz 33 (Hohenruppersdorf)                          |
| ja   | Datei hochladen | Kath. Pfarrkirche Hl. Kreuz HERIS-ID: 10251 Objekt-ID: 6304           | bei Marktplatz 40 Standort KG: Hohenruppersdorf               | Barockbau mit mächtigem Südturm, der von 1788 bis 1790 errichtet wurde. Im Jahr 1951 nach Kriegsschäden wiederinstandgesetzt.                                                                 | BDA-Hist.: Q38061875 Status: § 2a Stand der BDA-Liste: 2025-06-30 Name: Kath. Pfarrkirche Hl. Kreuz GstNr.: .477 Pfarrkirche Hohenruppersdorf              |
| ja   | Datei hochladen | Kirchhof HERIS-ID: 10252 Objekt-ID: 6305                              | bei Marktplatz 40 Standort KG: Hohenruppersdorf               | Kirchhof um die Kirche. | BDA-Hist.: Q38061905 Status: § 2a Stand der BDA-Liste: 2025-06-30 Name: Kirchhof GstNr.: .477                                                              |
| ja   | Datei hochladen | Gasthaus Schwarzer Adler / Rathaus HERIS-ID: 10646 Objekt-ID: 6707    | Obere Hauptstraße 2 Standort KG: Hohenruppersdorf             | Ein stark veränderter spätbarocker Bau mit Turm. | BDA-Hist.: Q38075290 Status: § 2a Stand der BDA-Liste: 2025-06-30 Name: Gasthaus Schwarzer Adler / Rathaus GstNr.: .382 Schwarzer Adler (Hohenruppersdorf) |
| ja   | Datei hochladen | Figurenbildstock hl. Johannes Nepomuk HERIS-ID: 10259 Objekt-ID: 6312 | bei Parkstraße 1 Standort KG: Hohenruppersdorf                | Eine Steinfigur auf einfachem Sockel. | BDA-Hist.: Q38062174 Status: § 2a Stand der BDA-Liste: 2025-06-30 Name: Figurenbildstock hl. Johannes Nepomuk GstNr.: 185/87 Hl.Nepomuk (Hohenruppersdorf) |
| ja   | Datei hochladen | Bürgerhaus HERIS-ID: 10258 Objekt-ID: 6311                            | Parkstraße 2 Standort KG: Hohenruppersdorf                    | Zweigeschoßiger Bau aus dem zweiten Viertel des 19. Jahrhunderts mit Reliefs der vier Jahreszeiten in den Parapeten der Fenster im Obergeschoß. Anmerkung:                                    | BDA-Hist.: Q38062151 Status: Bescheid Stand der BDA-Liste: 2025-06-30 Name: Bürgerhaus GstNr.: .186/1 Parkstraße 2 (Hohenruppersdorf)                      |
| ja   | Datei hochladen | Figurenbildstock hl. Antonius HERIS-ID: 10644 Objekt-ID: 6705         | bei Untere Hauptstraße 21 Standort KG: Hohenruppersdorf       | Eine Antoniusfigur auf Pfeiler aus dem 19. Jahrhundert. | BDA-Hist.: Q38075235 Status: § 2a Stand der BDA-Liste: 2025-06-30 Name: Figurenbildstock hl. Antonius GstNr.: 185/1 Hl.Antonius (Hohenruppersdorf)         |
| ja   | Datei hochladen | Pietà HERIS-ID: 10641 Objekt-ID: 6702                                 | gegenüber Untere Hauptstraße 40 Standort KG: Hohenruppersdorf | Figurengruppe auf reliefiertem Sockel, bezeichnet 1712. | BDA-Hist.: Q38075135 Status: § 2a Stand der BDA-Liste: 2025-06-30 Name: Pietà GstNr.: 185/1 Pieta (Hohenruppersdorf)                                       |
| ja   | Datei hochladen | Franz Joseph I.-Denkmal HERIS-ID: 10643 Objekt-ID: 6704               | gegenüber Untere Hauptstraße 44 Standort KG: Hohenruppersdorf | Mit 1908 bezeichnete Büste von Franz Joseph I. im Unterortpark. | BDA-Hist.: Q38075224 Status: § 2a Stand der BDA-Liste: 2025-06-30 Name: Franz Joseph I.-Denkmal GstNr.: 185/1 Franz-Josef (Hohenruppersdorf)               |
| ja   | Datei hochladen | Bildstock HERIS-ID: 10640 Objekt-ID: 6701                             | Standort KG: Hohenruppersdorf                                 | Schlichte Pfeilerbildstöcke aus dem 18. und 19. Jahrhundert an den Ortsausgängen und außerhalb des Ortes.                                                                                     | BDA-Hist.: Q38075071 Status: Bescheid Stand der BDA-Liste: 2025-06-30 Name: Bildstock GstNr.: 723/2 Bildstock 6701 (Hohenruppersdorf)                      |
| ja   | Datei hochladen | Bildstock HERIS-ID: 10642 Objekt-ID: 6703                             | Standort KG: Hohenruppersdorf                                 | Schlichte Pfeilerbildstöcke aus dem 18. und 19. Jahrhundert an den Ortsausgängen und außerhalb des Ortes.                                                                                     | BDA-Hist.: Q38075189 Status: Bescheid Stand der BDA-Liste: 2025-06-30 Name: Bildstock GstNr.: 793/2 Bildstock 6703 (Hohenruppersdorf)                      |
| ja   | Datei hochladen | Bildstock HERIS-ID: 10645 Objekt-ID: 6706                             | Standort KG: Hohenruppersdorf                                 | Schlichte Pfeilerbildstöcke aus dem 18. und 19. Jahrhundert an den Ortsausgängen und außerhalb des Ortes.                                                                                     | BDA-Hist.: Q38075245 Status: Bescheid Stand der BDA-Liste: 2025-06-30 Name: Bildstock GstNr.: 2599/2 Bildstock 6706 (Hohenruppersdorf)                     |
| ja   | Datei hochladen | Kapelle und Figur HERIS-ID: 10681 Objekt-ID: 6742                     | Standort KG: Hohenruppersdorf                                 | 1867 bezeichnete neugotische Wegkapelle mit spitzbogiger Rahmung des Portals südlich des Ortes Spannberg. Anmerkung: Der Standort bezieht sich auf die Figur. Die Kapelle befindet sich hier. | BDA-Hist.: Q38076376 Status: § 2a Stand der BDA-Liste: 2025-06-30 Name: Kapelle und Figur GstNr.: 5439 Schutzengelkapelle und Figur (Hohenruppersdorf)     |